# Souleymane Ndéné Ndiaye
Souleymane Ndéné Ndiaye (ur. 6 sierpnia 1958 w Kaolack) – senegalski polityk, były minister, premier Senegalu od 30 kwietnia 2009 do 5 kwietnia 2012.

## Życiorys
Souleymane Ndéné Ndiaye jest wieloletnim członkiem Senegalskiej Partii Demokratycznej (PDS, Parti Démocratique Sénégalais). Ukończył studia licencjackie z dziedziny nauk ekonomicznych oraz studia prawnicze z tytułem magistra. Po studiach pracował jako adwokat.
W czasie swej kariery politycznej zajmował stanowisko rzecznika oraz specjalnego doradcy prezydenta Abdoulaye'a Wade. W gabinecie premiera Macky'ego Salla, od 9 marca do 8 sierpnia 2005 pełnił funkcję ministra służb cywilnych, zatrudnienia, pracy i organizacji zawodowych. Następnie objął urząd dyrektora gabinetu prezydenta Wade, który zajmował do 2007.
W wyborach parlamentarnych w czerwcu 2007 do dostał się do Zgromadzenia Narodowego z ramienia PDS. 19 czerwca 2007 został mianowany ministrem środowiska i ochrony przyrody w rządzie premiera Cheikha Hadjibou Soumaré. Jednak już 5 lipca 2007 doszło do zmian w rządzie i Ndiaye objął resort gospodarki morskiej, transportu morskiego i rybołówstwa. 
W wyborach lokalnych w 2002 został wybrany na stanowisko mera miasta Guinguinéo. W kolejnych wyborach w 2009 uzyskał reelekcję na tym stanowisku
30 kwietnia 2009, po rezygnacji z urzędu premiera Soumaré, prezydent Wade mianował go nowym szefem rządu. Zmiana na stanowisku premiera nastąpiła po niezadowalającym wyniku Senegalskiej Partii Demokratycznej w wyborach lokalnych w marcu 2009. 1 maja 2009 ogłosił skład swojego gabinetu, w którym stanowisko ministra stanu objął m.in. Karim Wade, syn prezydenta Abdoulaye'a Wade.
Urząd szefa rządu zajmował do 5 kwietnia 2012, kiedy po wyborach prezydenckich nowo zaprzysiężony prezydent Macky Sall powołał nowy rząd na czele z Abdoulem Mbaye'em.